# Olwyn Enright
Olwyn Enright (* 1. Juli 1974 in Birr, County Offaly) ist eine irische Politikerin (Fine Gael). Von Juni 2002 bis Februar 2011 war sie Teachta Dála (Abgeordnete) im Dáil Éireann. 

## Leben
Enright ist die Tochter des Politikers Tom Enright. Sie studierte Rechtswissenschaften am University College Dublin und schloss 1995 mit einem Bachelor of Civil Law ab. Nach der Ausbildung an der Law Society of Ireland arbeitete sie ab 1999 als Solicitor. 1999 wurde sie in den Offaly County Council gewählt. Bei den Wahlen zum Dáil Éireann 2002 gelang es ihr, im Wahlkreis Laois–Offaly einen Sitz für die Fine Gael zu erringen. Diesen Sitz konnte sie bei den Wahlen 2007 halten. Zu den Wahlen 2002 trat er nicht mehr an. 
2005 hatte sie den damaligen Senator der Fine Gael Joe McHugh geheiratet. Mit ihm hat sie drei Kinder. Aus familiären gründen trat sie bei den Wahlen zum Dáil Éireann 2011 nicht mehr an. Tatsächlich war sie aber wohl beim damaligen Regierungschefs Enda Kenny in Ungnade gefallen, weil sie seinen Rivalen Richard Bruton unterstützt hatte. 
2024 war sie Leiterin der Wahlkampagne der Fine Gael bei den Wahlen zum Dáil Éireann. 